# عمر أبو النصر
عمر أبو النصر (1888 - 1960 م)، هو كاتب لبناني ولد في بيروت سنة 1888م، وعمل في الصِّحافة في لبنان ومصر وسورية. أنشأ جريدة (الجامعة السورية) اليومية، وألَّف عددًا كبيرًا من الأعمال الأدبية والتاريخية والروائية، وكان له الفضل في الإشراف على طباعة الكتاب في بيروت. 

## من مؤلفاته
له مجموعة من المؤلفات أبرزها:
- تغريبة بني هلال ورحيلهم إلى المغرب وحروبهم مع الزناتي خليفة.
- بطل الريف الأمير عبد الكريم الخطابي، 1934م.
- سيد الجزيرة العربية ابن سعود 1935م.
- جهاد فلسطين العربية: أول كتاب بالعربية عن حقبة الانتداب البريطاني وبداية الثورة الكبرى سنة 1936. بالإشتراك مع إبراهيم نجم وأمين عقل.
- خلفاء محمد ـ أربعة كتب، 1936م.
- عنتر بن شداد، 1959م.
- الحشاشون في تاريخ العرب والإسلام
- الحجاج بن يوسف حاكم العراقين
- الزير: أبو ليلى المهلهل ابن ربيعة
- المختار من الأدب العربي، 1970م.
- جواسيس من إسرائيل إلى البلاد العربية
- سلسلة فرق الشيعة: علي وعائشة

## وفاته
توفي عمر أبو النصر سنة 1960م.